# 400 mètres 4 nages féminin aux Jeux olympiques d'été de 2024
Cet article traite de l'épreuve féminine. Pour la compétition masculine, voir 400 mètres 4 nages masculin aux Jeux olympiques d'été de 2024.
Navigation
Tokyo 2020 Los Angeles 2028
Le 400 mètres 4 nages féminin est une épreuve de natation des Jeux olympiques d'été de 2024 qui a lieu le 29 juillet 2024 à la Paris La Défense Arena. 

## Médaillées
| Or                    | Or            | Argent             | Argent        | Bronze            | Bronze        |
| Summer McIntosh (CAN) | 4 min 27 s 71 | Katie Grimes (USA) | 4 min 33 s 40 | Emma Weyant (USA) | 4 min 34 s 93 |

## Records
Avant cette compétition, les records dans cette discipline étaient :
| Record du monde  | 4:24.38 | Summer McIntosh      | 15 mai 2024 | Toronto, Canada        |
| Record olympique | 4:26.36 | Katinka Hosszú (HUN) | 9 août 2016 | Rio de Janeiro, Brésil |

## Calendrier
| Date             | Horaire | Manche |
| ---------------- | ------- | ------ |
| Lundi 29 juillet | 11 h 00 | Séries |
| Lundi 29 juillet | 20 h 30 | Finale |

## Résultats détaillés
Les huit meilleurs temps se qualifient pour la finale (F).
| Rang | Série | Ligne | Athlète              | Pays            | Temps         | Remarque |
| ---- | ----- | ----- | -------------------- | --------------- | ------------- | -------- |
| 1    | 1     |       | Emma Weyant          | États-Unis      | 4 min 36 s 27 | F        |
| 2    | 1     |       | Katie Grimes         | États-Unis      | 4 min 37 s 24 | F        |
| 3    | 2     |       | Summer McIntosh      | Canada          | 4 min 37 s 35 | F        |
| 4    | 1     |       | Freya Colbert        | Grande-Bretagne | 4 min 37 s 62 | F        |
| 5    | 2     |       | Mio Narita           | Japon           | 4 min 37 s 84 | F        |
| 6    | 2     |       | Ella Ramsay          | Australie       | 4 min 39 s 04 | F        |
| 7    | 2     |       | Ellen Walshe         | Irlande         | 4 min 39 s 97 | F        |
| 8    | 1     |       | Katie Shanahan       | Grande-Bretagne | 4 min 40 s 40 | F        |
| 9    | 2     |       | Jenna Forrester      | Australie       | 4 min 40 s 55 |          |
| 10   | 2     |       | Anastasia Gorbenko   | Israël          | 4 min 41 s 64 |          |
| 11   | 1     |       | Ella Jansen          | Canada          | 4 min 42 s 06 |          |
| 12   | 2     |       | Emma Carrasco Cadens | Espagne         | 4 min 43 s 13 |          |
| 13   | 2     |       | Ageha Tanigawa       | Japon           | 4 min 43 s 18 |          |
| 14   | 1     |       | Vivien Jackl         | Hongrie         | 4 min 44 s 47 |          |
| 15   | 1     |       | Sara Franceschi      | Italie          | 4 min 48 s 89 |          |
| 16   | 1     |       | Anja Crevar          | Serbie          | 4 min 49 s 16 |          |

| Rang                                | Ligne | Athlète         | Pays            | Temps         | Remarque |
| ----------------------------------- | ----- | --------------- | --------------- | ------------- | -------- |
| Médaille d'or, Jeux olympiques      |       | Summer McIntosh | Canada          | 4 min 27 s 71 |          |
| Médaille d'argent, Jeux olympiques  |       | Katie Grimes    | États-Unis      | 4 min 33 s 40 |          |
| Médaille de bronze, Jeux olympiques |       | Emma Weyant     | États-Unis      | 4 min 34 s 93 |          |
| 4                                   |       | Freya Colbert   | Grande-Bretagne | 4 min 35 s 67 |          |
| 5                                   |       | Ella Ramsay     | Australie       | 4 min 38 s 01 |          |
| 6                                   |       | Mio Narita      | Japon           | 4 min 38 s 83 |          |
| 7                                   |       | Katie Shanahan  | Grande-Bretagne | 4 min 40 s 17 |          |
| 8                                   |       | Ellen Walshe    | Irlande         | 4 min 40 s 70 |          |